# Bad Sankt Leonhard im Lavanttal
Bad Sankt Leonhard im Lavanttal (česky Svatý Linhart)[zdroj?] je město v Rakousku v spolkové zemi Korutany v okrese Wolfsberg. Žije zde přibližně 4 400 obyvatel.

## Správní členění

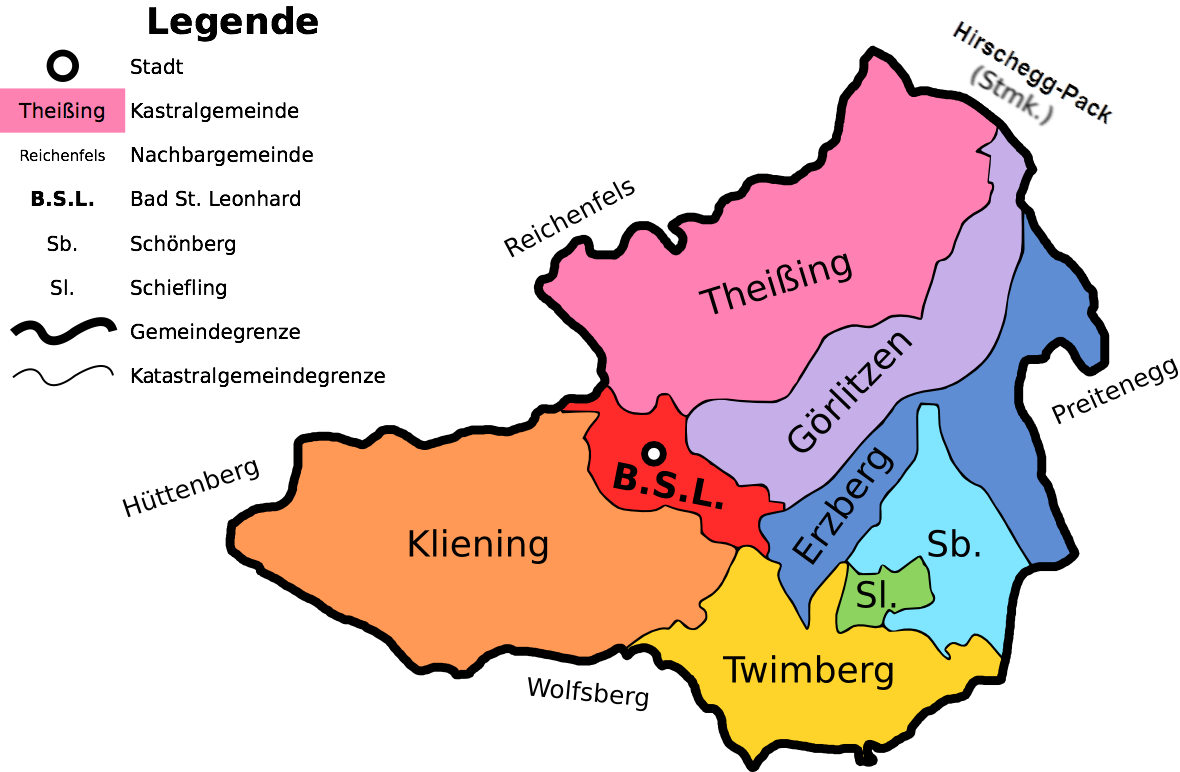
Katastrální území a sousední obce Bad St. Leonhard

Město má 8 katastrálních území (Erzberg, Görlitzen, Kliening, Bad St. Leonhard, Schiefling, Schönberg, Theißing, Twimberg) a 17 městských částí (počet obyvatel k roku 2015):
| - Bad Sankt Leonhard im Lavanttal (1917) - Erzberg (46) - Görlitzen (125) - Gräbern (63) - Kalchberg (113) - Kliening (639) - Lichtengraben (34) - Mauterndorf (77) - Prebl (79) | - Raning (58) - Schönberg (182) - Schiefling (254) - Steinbruch (27) - Twimberg (311) - Wartkogel (45) - Wiesenau (93) - Wisperndorf (329) |

## Osobnosti
- František Antonín Raab Dvorský úředník a reformátor